# Subriel Matías
Subriel Matías est un boxeur portoricain né à Fajardo le 31 mars 1992.

## Carrière
Il fait ses débuts professionnels en 2015. Matías remporte le titre vacant de  champion du monde des poids super-légers IBF face à Jeremias Ponce par un arrêt au cinquième round le 25 février 2023. Matias conserve son titre contre Shohjahon Ergashev le 25 novembre 2023 par abandon au 6e round avant d'être à son tour battu le 15 juin 2024 par Liam Paro. Il redevient champion des super-légers le 12 juillet 2025 en battant aux points par décision majoritaire le détenteur du titre WBC, Alberto Puello.